# Søren Jensen (pianofabrikant)
 Der er flere personer med dette navn, se Søren Jensen.
Søren Jensen, 16. juli 1865 i Aarhus-1. februar 1939 i København, var en dansk pianofabrikant.
I 1893 etablerede Søren Jensen sig som pianofabrikant. Den 5600m2 store bygning på Emdrupvej 28A-C i det nordlige København blev opført 1905/06 til formål for hans pianofabrik, som efter en konkurs i 1921 måtte afstås til en anden pianofabrikant Herman N. Petersen & Søn. Efter Wall Street-krakket i 1929 gik også denne viksomhed i konkurs.
Herefter overtog Christian Olsen bygningen, det var ham som udviklede Penol-pennen, som blev produceret dér frem til midten af 1960'erne. 
Søren Jensen og Carl E. Simonsen åbnede i efteråret 1925 stumfilmsbiografen Odeon Teatret. I 1935 overgik bevillingen til Hermann Sørensen fra Alexandra Teatret.
I perioden 1907–1924 var Søren Jensen medlem af Dansk Arbejdsgiverforenings hovedbestyrelse. 